# Laurent Schaumann
Laurent Schaumann est un orfèvre actif à Strasbourg au début du XVIIe siècle.

## Biographie
Laurent Schaumann est reçu maître à Strasbourg en 1623.
Sa biographie est peu renseignée, mais on sait qu'il a été propriétaire d'une maison au 10, rue du Sanglier (Strasbourg) dans les années 1630.
Deux autres orfèvres avec le même patronyme ont été actifs à Strasbourg, Bernhard (maître en 1670) et Johann Heinrich (maître en 1707), mais leurs liens de parenté éventuels ne sont pas établis.

## Œuvre
Son œuvre la plus connue est un nautile monté en hanap conservé par le musée de l'Œuvre Notre-Dame de Strasbourg. Le nautile — comme l'œuf d'autruche ou la noix de coco — fait partie des objets rares et exotiques volontiers montés en pièces d'orfèvrerie luxueuses. En outre, sa forme naturelle le prédispose aux volutes et aux enroulements élaborés,.
Celui monté en hanap par Laurent Schaumann vers 1627 repose sur un pied en cloche fortement galbée entre deux rangées de bossages repoussés très protubérants.
La tige est formée par un guerrier antique muni d'un écu en argent, mais sa lance a été perdue. Le nautile repose sur un feuillage d'argent découpé et frisé. Une statuette de femme nue retenant une draperie surmonte l'ensemble.

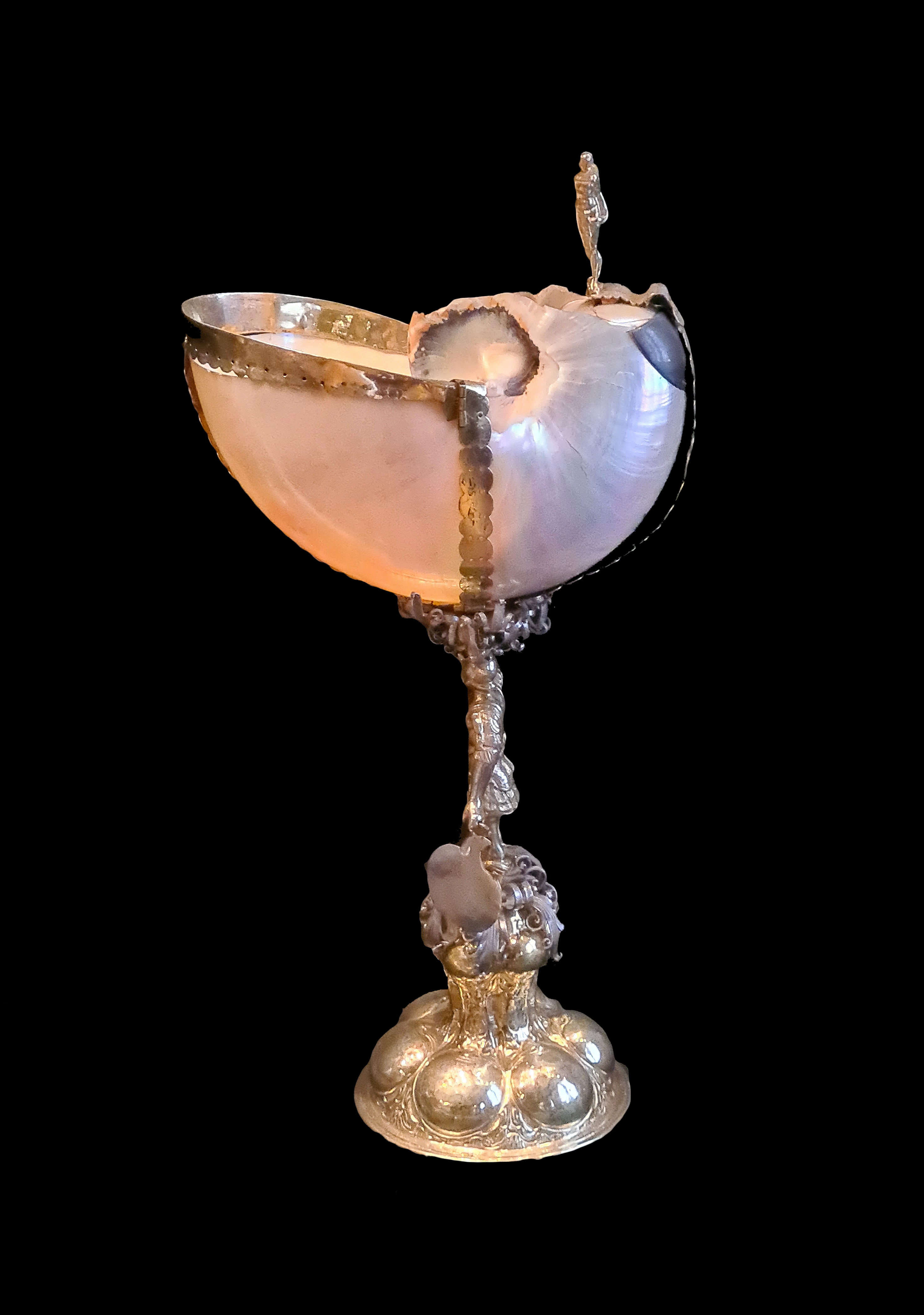
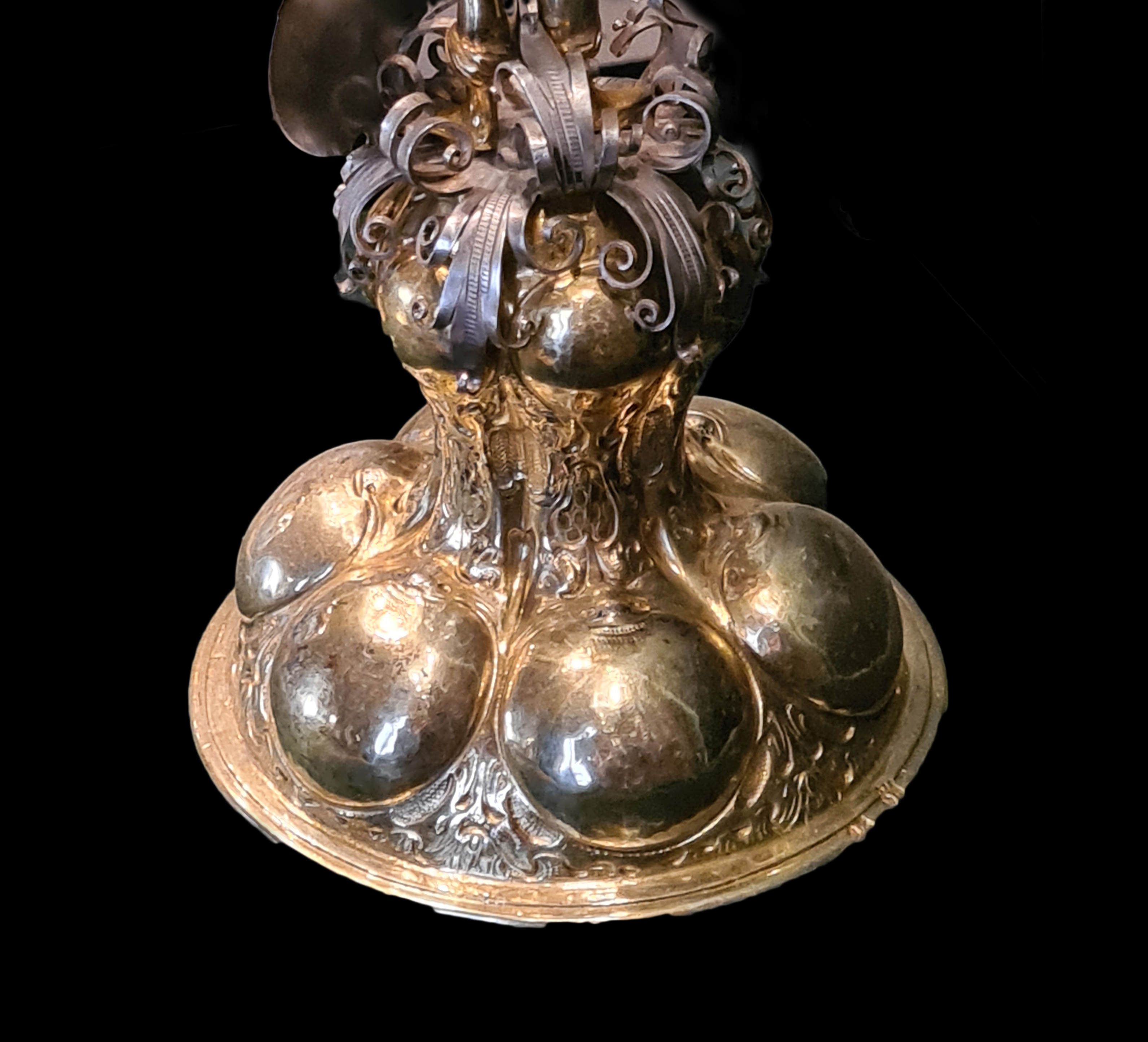
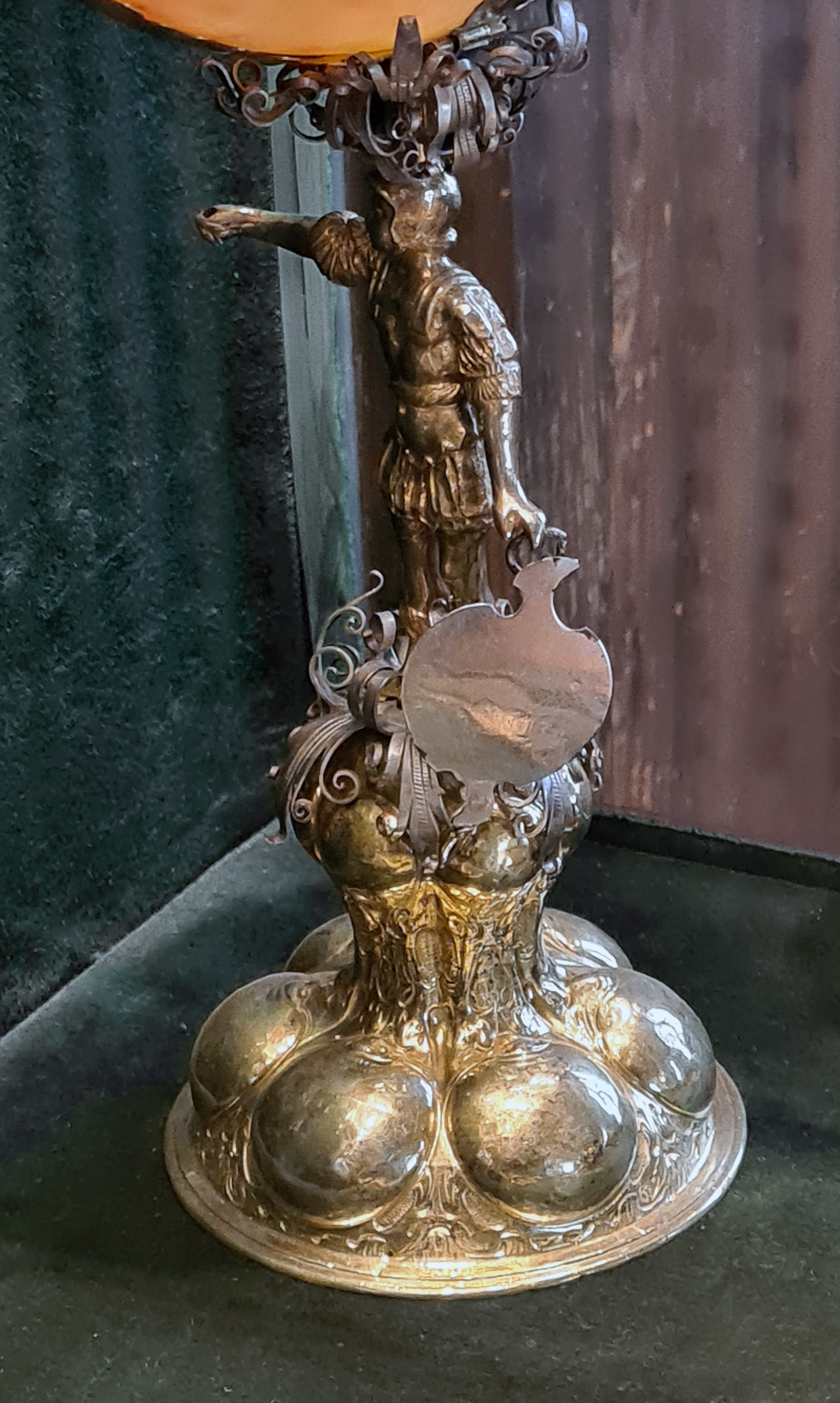
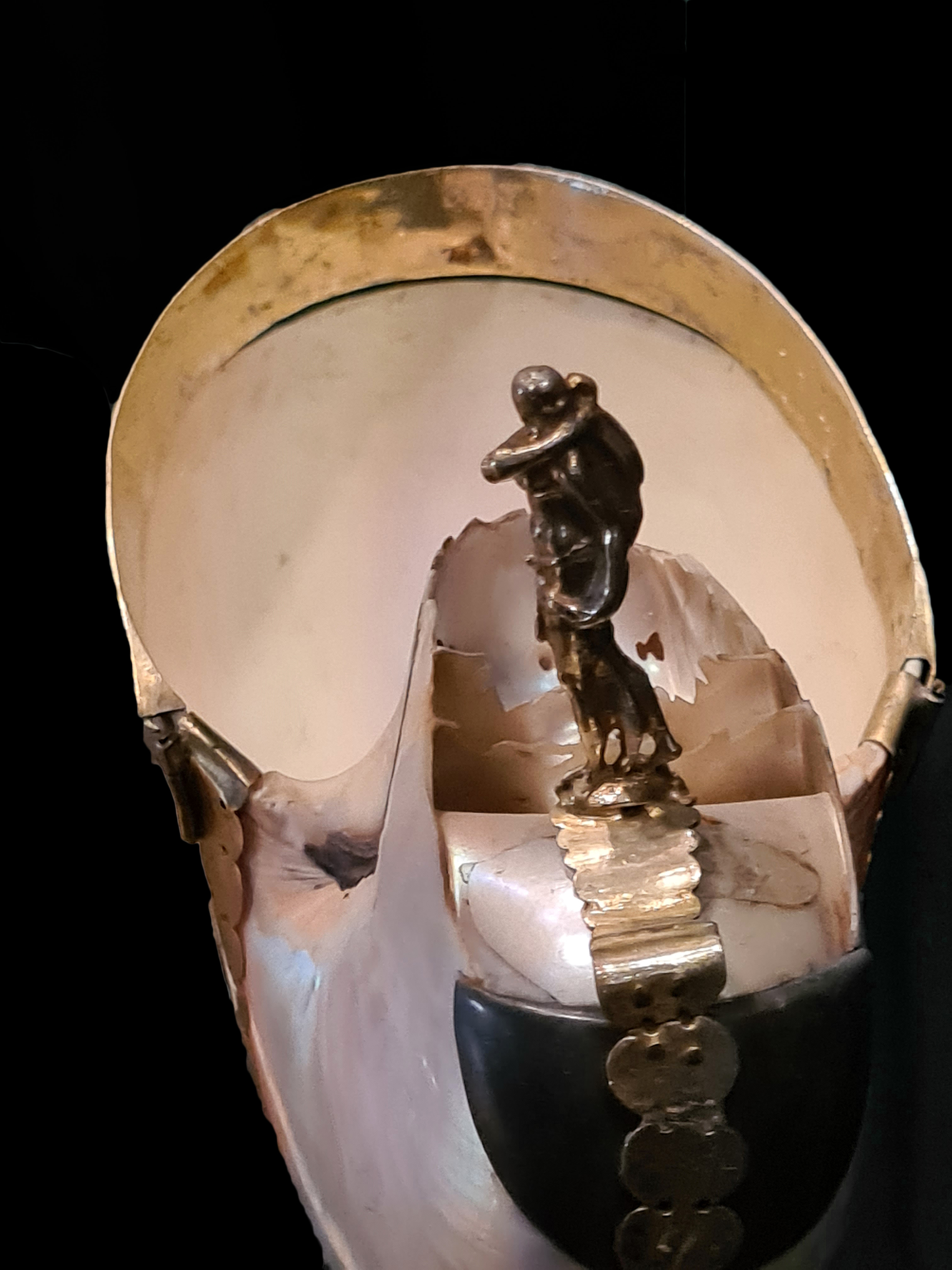
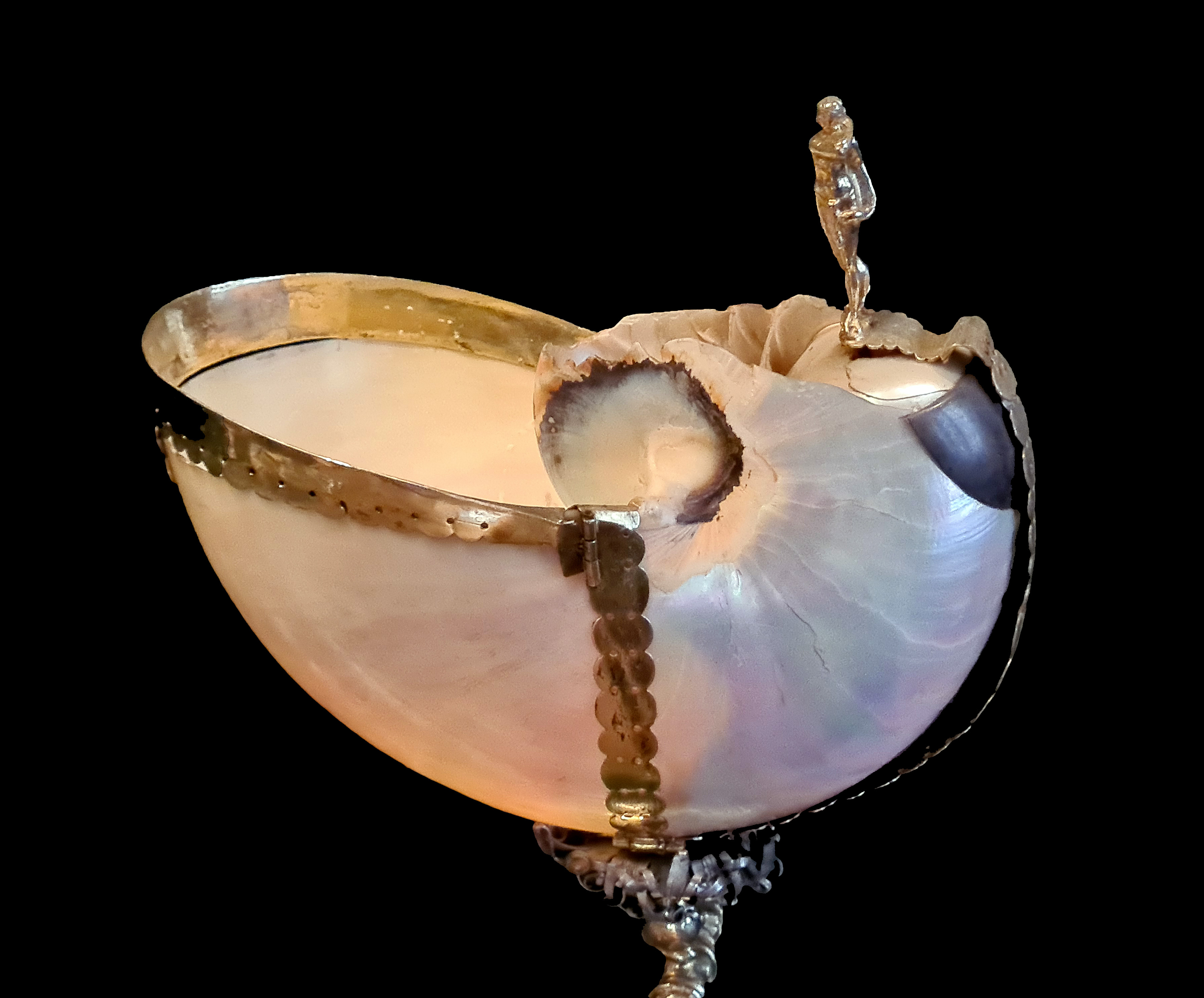

La pièce porte le poinçon du maître et le poinçon 13 à fleur de lys.
Un document d'accompagnement atteste que le hanap a été attribué à la famille Schaaff lors d'un partage en 1763. Il a été donné au musée par la veuve du docteur Alfred Goguel en 1935.